# Clementina de Bélgica
Clementina de Bélgica (Bruselas, 30 de julio de 1872 - Niza, 8 de marzo de 1955) fue una princesa de Bélgica, hija menor del rey Leopoldo II y de su esposa, la archiduquesa María Enriqueta de Austria.

## Matrimonio y descendencia
Nació con el nombre de Clementina Albertina María Leopoldina de Bélgica. Se casó con el príncipe Napoleón Víctor Bonaparte (pretenso emperador de los franceses) en el Castillo de Moncalieri entre el 10/14 de noviembre de 1910. Más tarde le escribió a su hermana Estefanía, ahora casada con el conde húngaro Elemer Lonyay, diciendo: «Mi buen esposo, gentil, adorable, tierno, amoroso, inteligente, conocedor de personas y cosas. Es hermoso, este Príncipe Napoleón es un amor, lo adoro». Tuvieron dos hijos:
- María Clotide Bonaparte, princesa Napoleón (Bruselas, 20 de marzo de 1912-Château de la Pommerie, Cendrieux, 14 de abril de 1996).
- Luis Jerónimo Bonaparte, príncipe Napoleón (Bruselas, 23 de enero de 1914-Prangins, Suiza, 3 de mayo de 1997).

## Títulos y tratamientos

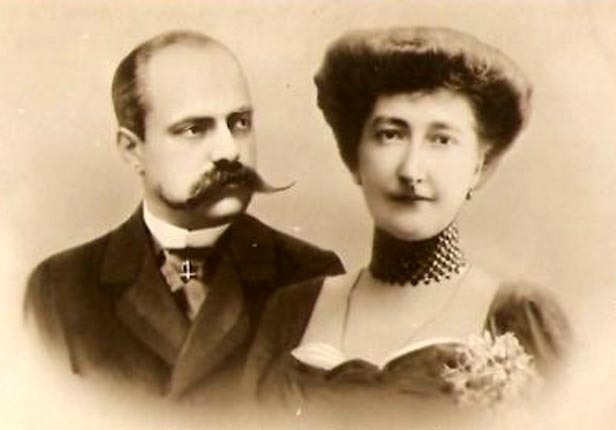
Clementina con su esposo, Napoleón Víctor.

| ● 30 de julio de 1872-14 de marzo de 1891:     | Su alteza real la princesa Clementina de Sajonia-Coburgo y Gotha, duquesa de Sajonia |
| ● 14 de marzo de 1891-14 de noviembre de 1910: | Su alteza real la princesa Clementina de Bélgica                                     |
| ● 14 de noviembre de 1910-3 de mayo de 1926:   | Su alteza imperial la princesa Napoléon                                              |
| ● 3 de mayo de 1926-8 de marzo de 1955:        | Su alteza imperial la princesa viuda Napoléon                                        |